# Carex commixta
Espèce
Classification phylogénétique
Carex commixta est une espèce des plantes du genre Carex et de la famille des Cyperaceae.